# Piața Marii Adunări Naționale
Piața Marii Adunări Naționale din Chișinău (PMAN) este situată în centrul capitalei Republicii Moldova. Este un monument de arhitectură de însemnătate națională, introdus în Registrul monumentelor de istorie și cultură a municipiului Chișinău la inițiativa Academiei de Științe.
În imediata apropiere a pieței se află Arcul de Triumf, Catedrala Mitropolitană, Casa Guvernului, precum și Grădina Publică Ștefan cel Mare.

## Galerie de imagini

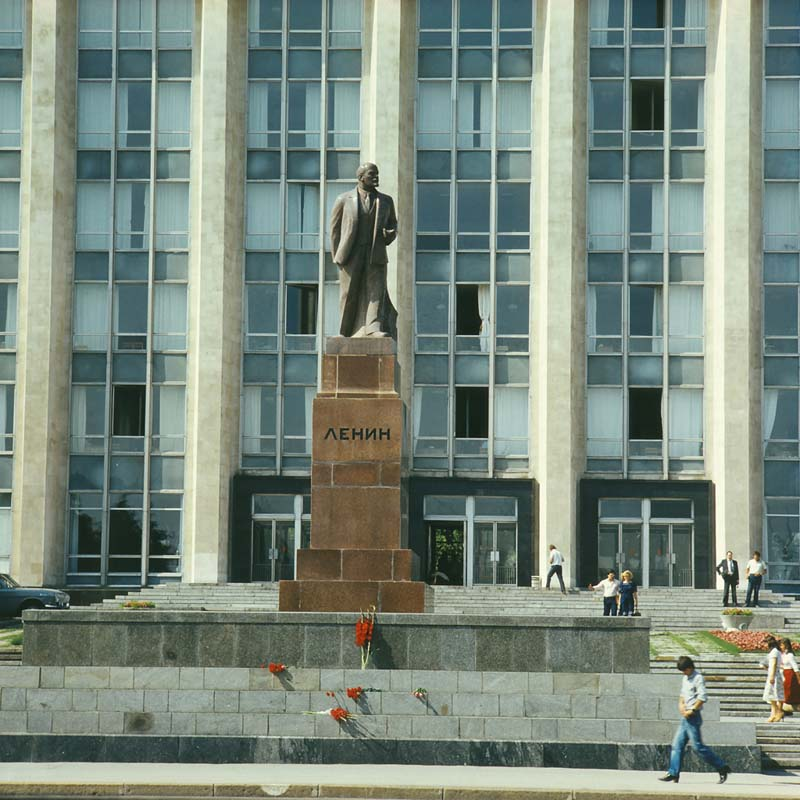
Monumentul lui Lenin (în prezent, teritoriul pieței) din fața Casei Sovietului Suprem al RSSM, 1980.
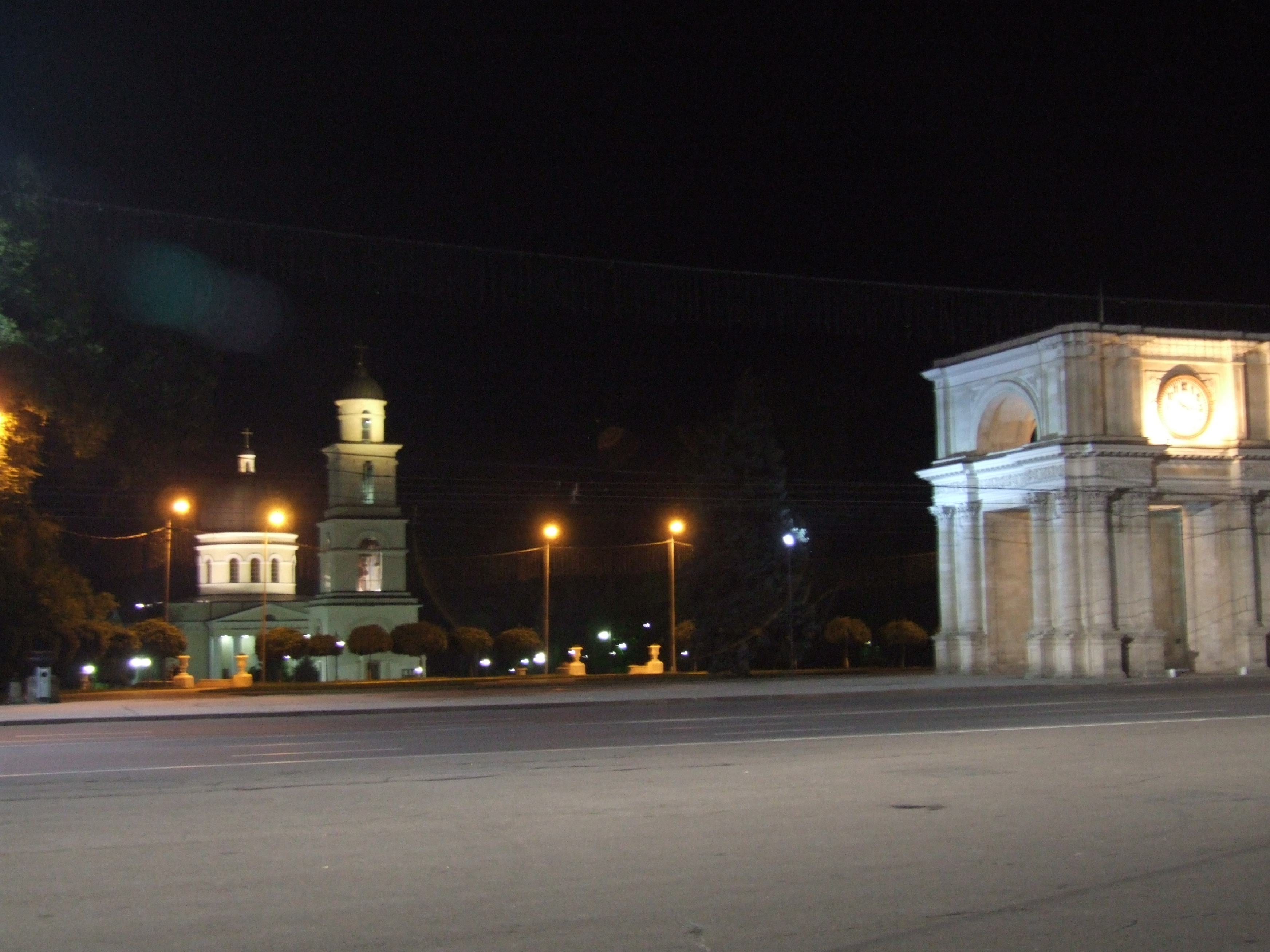
Arcul de Triumf și Catedrala Mitropolitană în august 2009.
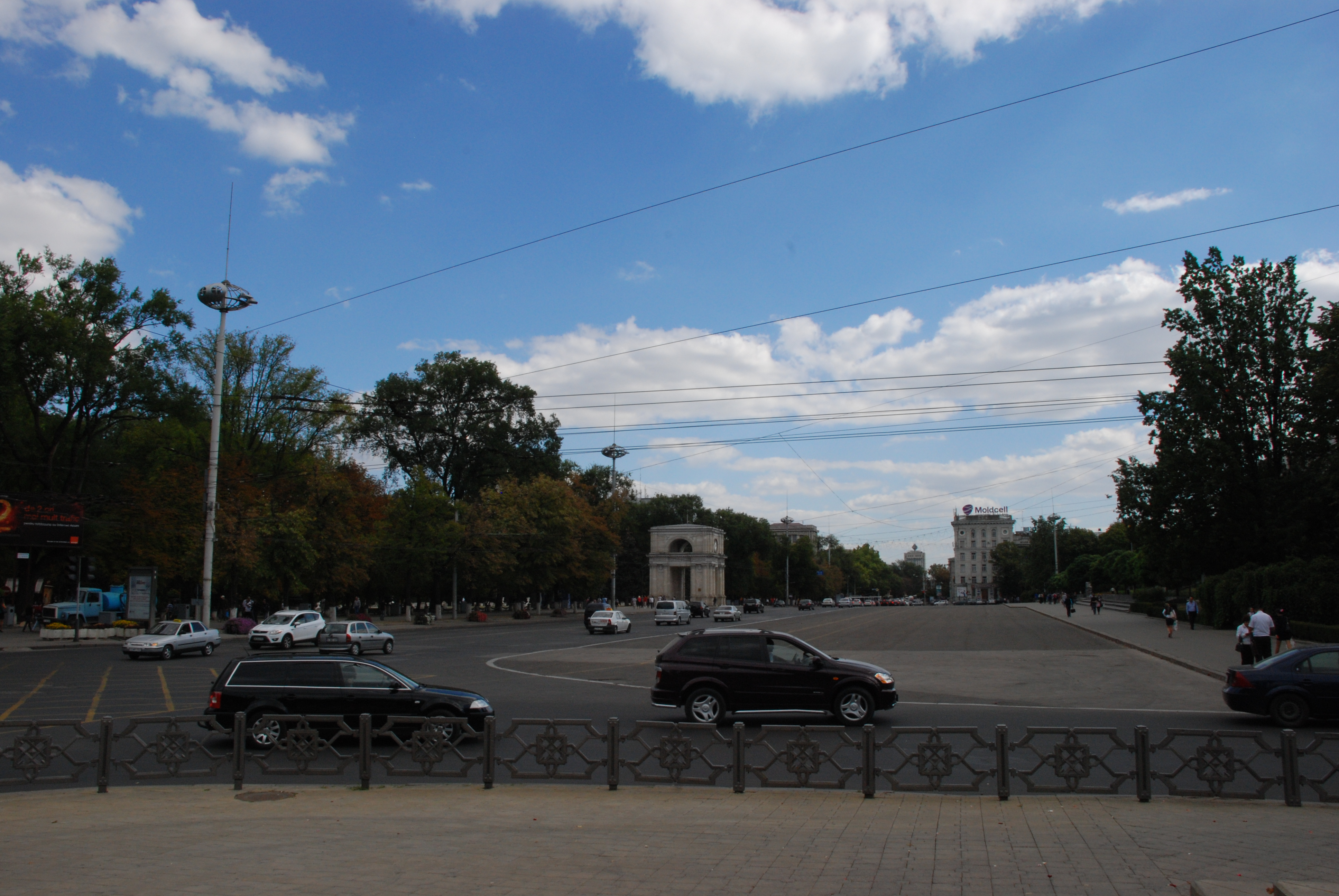
Piața privită dinspre Statuia lui Ștefan cel Mare, 2012.

## Vezi și
- Marea Adunare Națională de la 27 august 1989
- Protestele de la Chișinău din 2009